# The Man Who Forgot
The Man Who Forgot é um filme de drama britânico de 1919, dirigido por Floyd Martin Thornton e estrelado por James Knight, Marjorie Villis e Bernard Dudley. Foi baseado em uma peça de Reverend H. J. Waldron.

## Elenco
- James Knight – Seth Nalden
- Marjorie Villis – Mona Jennifer
- Bernard Dudley – Jim Hallibar
- Evelyn Boucher – Violet Selwyn
- Harry Agar Lyons – Tarpaulin Jack
- Mowbray Macks – Salty Felon